# Sorj Chalandon
Pour les articles homonymes, voir Chalandon.
Sorj Chalandon, né Georges Chalandon le 16 mai 1952 à Tunis, est un journaliste et écrivain français.
Il est membre de la rédaction du Canard enchaîné et a participé à la création du journal Libération.

## Biographie
Sorj Chalandon naît le 16 mai 1952 à Tunis,. 
Son prénom de naissance est Georges ; il fait plus tard des démarches pour le modifier à l'état-civil en Sorj, qui correspond à la manière dont l'appelait sa grand-mère.
Son enfance est marquée par la violence et la mythomanie de son père, qu'il décrit dans son roman Profession du père,. Il souffre alors de bégaiement, ce qui lui inspire son premier roman, Le Petit Bonzi.
Bien que la majorité soit alors à 21 ans, il obtient son émancipation à 17 ans et quitte sa famille.

### Journaliste
En mars 1970, à l'âge de 17 ans, Sorj Chalandon fuit définitivement un père qui l'a maltraité pendant toute son enfance,,. Parti en Camargue, il doit revenir à Lyon se cacher quelques mois chez son ami d'enfance, avant de repartir, rêvant de voyages à Katmandou, qui deviennent le cauchemar d'une vie à la rue presque un an à Paris, où quelques petits boulots ne lui permettent pas de se loger.
Il rejoint l'organisation d'extrême gauche, la Gauche prolétarienne, croisant par hasard, en janvier 1971, gare Saint-Lazare, ses militants vendant le journal La Cause du peuple. Ils l'accueillent, lui trouvent un logement et lui "ouvrent les portes du savoir", il vend leur journal et fait de l'aide aux devoirs pour une famille immigrée du bidonville de Nanterre.
En 1973, il entre par la petite porte au quotidien Libération, au moment de sa création, et y restera journaliste salarié jusqu'en février 2007. Alors infirmier dans un hôpital psychiatrique, Sorj Chalandon y est tout d'abord monteur, puis a couvert, en 1974, en tant que dessinateur de presse, le premier procès de Pierre Goldman, qui devient son ami fidèle et le rejoint en 1976 à la rédaction de Libération.
Devenu rapidement grand reporter, Sorj Chalandon est en 1982 le premier journaliste occidental, selon Libération, à rendre compte du massacre de Hama, en Syrie, sous pseudonyme,. En 1986, il témoigne du succès populaire du chanteur Jean-Jacques Goldman. Egalement chroniqueur judiciaire, puis rédacteur en chef adjoint de ce quotidien, il est l'auteur de reportages sur l'Irlande du Nord et sur le procès de Klaus Barbie qui lui ont valu le prix Albert-Londres en 1988.
Entre 2007 et 2009, Sorj Chalandon devient formateur régulier au Centre de formation des journalistes à Paris.
En août 2009, Sorj Chalandon est embauché comme journaliste au Canard enchaîné, en charge de la rubrique « La Boîte aux images » et critique de cinéma.
En 2010, il apparaît en dernière partie du film documentaire de Jean-Paul Mari Sans blessures apparentes — tiré de l'ouvrage paru sous le même titre chez Robert Laffont — et consacré aux « damnés de la guerre », ainsi qu'aux séquelles psycho-émotionnelles qui en résultent, ce qu'on appelle les troubles de stress post-traumatique (en abrégé ESPT = état de stress post-traumatique).

### Romancier
Écrivain, il publie ses romans chez Grasset, dont Une promesse, qui a reçu le prix Médicis en 2006 et Le Quatrième Mur, Prix Goncourt des lycéens 2013.
En 2008, son roman Mon traître s'inspire de son histoire personnelle : son amitié avec Denis Donaldson, vue par le biais d'un narrateur parisien luthier ; trois ans plus tard, l'histoire romancée est racontée sous l'angle du « traître », dans Retour à Killybegs. Ce roman obtient le Grand prix du roman de l'Académie française en 2011.
De 2008 à 2012, Sorj Chalandon est le parrain du Festival du Premier roman de Laval, organisé par Lecture en tête.
Depuis 2013, il est le président du jury du Prix littéraire du deuxième roman.
À Rennes, le 14 novembre 2013, le prix Goncourt des lycéens lui est attribué pour Le Quatrième Mur, publié chez Grasset. Ce roman évoque l'utopie d'un metteur en scène qui décide de monter Antigone de Jean Anouilh à Beyrouth dans les années 1980, pendant la guerre du Liban.
En 2017, il publie le roman Le Jour d'avant, sur la catastrophe minière de Liévin-Lens, à l'origine de quarante-deux morts le 27 décembre 1974, qui avait été suivie le 22 mars 1975 du "tribunal populaire de liévin", auquel ont participé 1600 personnes, réplique du tribunal populaire de Lens organisé par Sartre en 1970. Ce roman sera sept ans après adapté en bande dessinée par les auteurs Romain Dutter et Simon Géliot,.
En 2023, il publie l’Enragé, sur la révolte de 1934 à la colonie pénitentiaire de Belle-Ile-en-Mer, dans lequel il imagine le destin d'un évadé qu'on ne retrouve jamais.
En août 2025, il publie une autobiographie romancée, consacrée à ses années de jeunesse, Le livre de Kells, surnom dû à la carte postale de son ami d'enfance, représentant le Livre de Kells, "chef-d'œuvre du catholicisme irlandais, rédigé en l'an 800 par des moines de culture". Un extrait du premier chapitre est publié dans Lire Magazine et Ouest-France. Il avait déjà raconté son enfance maltraitée dans son premier roman, "Le Petit Bonzi", paru en 2025.

## Œuvre

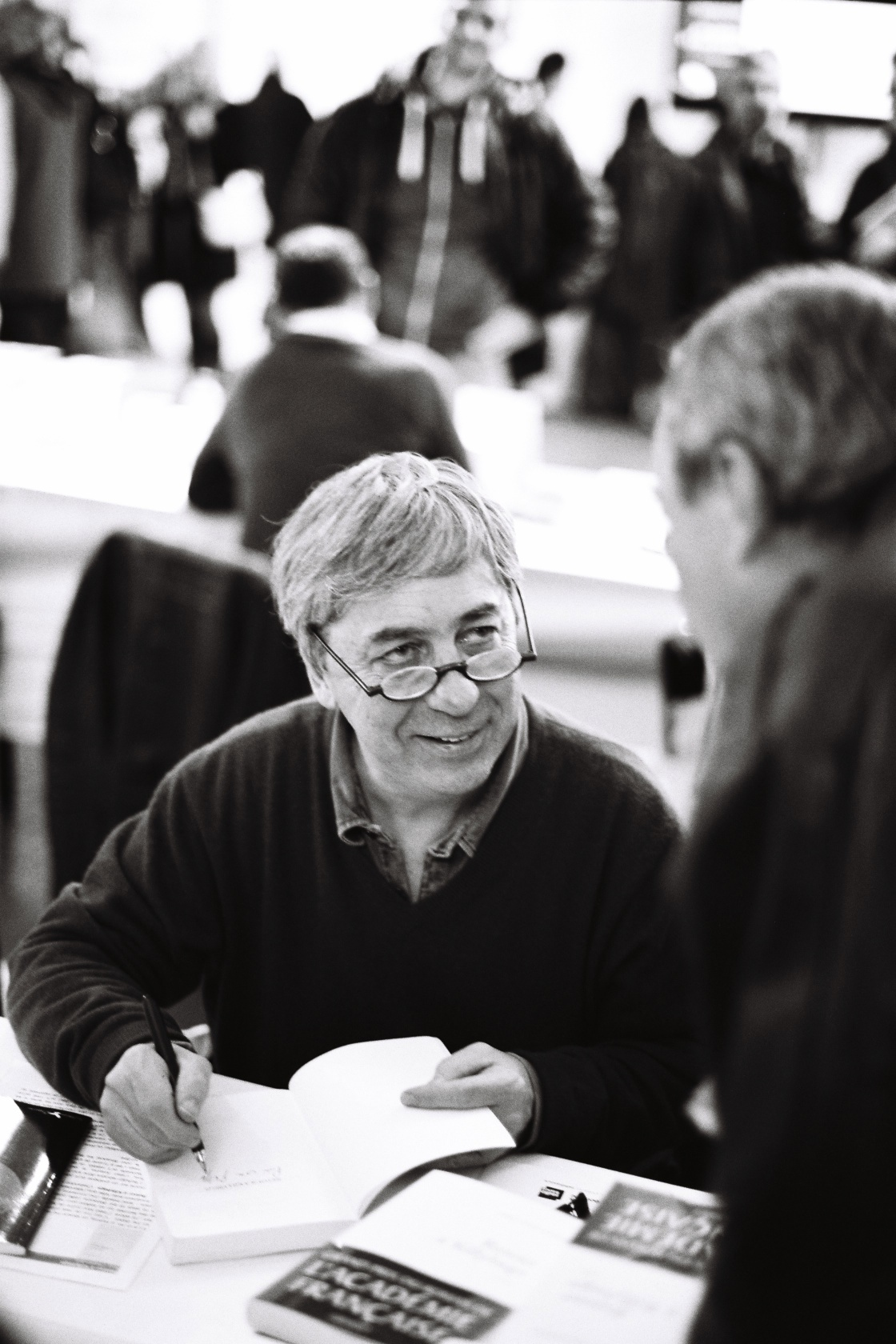
Sorj Chalandon au salon du livre Radio France en 2011.

- Le Petit Bonzi, éditions Grasset, 2005 ; rééd. Le Livre de poche. Prix du premier roman de l'université d'Artois. Prix littéraire ENS Paris-Saclay
- Une promesse, Grasset, 2006 ; rééd. Le Livre de poche. Prix Médicis.
- Mon traître, Grasset, 2008 ; rééd. Le Livre de poche. Prix Jean-Freustié[29], prix Joseph-Kessel, prix Marguerite Puhl-Demange, prix Simenon, prix Gabrielle-d'Estrées, prix Lettres Frontière 2008.
- La Légende de nos pères, Grasset, 2009 ; rééd. Le Livre de poche. Prix Ouest du Printemps du Livre, 2010. Prix Biennale du Livre d'Histoire 2010.
- Retour à Killybegs, Grasset, 2011. Liste Goncourt : Choix de la Pologne 2011[30] et Choix de la Serbie 2012[30]. Grand prix du roman de l'Académie française.
- Le Quatrième Mur, Grasset, 2013. Liste Goncourt : Le Choix de l'Orient 2013[30] et le Choix roumain 2013[30]. Prix Goncourt des lycéens 2013. Prix des lecteurs Escale du livre 2014 (Bordeaux). Prix des Écrivains croyants[31] 2014. Prix des libraires du Québec 2014.
- Profession du père, Grasset, 2015 [présentation en ligne]. Prix du Style 2015[32]. Adapté en bande dessinée sous le même titre (scénario et dessin de Sébastien Gnaedig, éditions Futuropolis, 2018).Adapté au cinéma par Jean-Pierre Améris (2020).
- Le Jour d'avant, Grasset, 2017.Prix Libraires en Seine 2018.Adapté en bande dessinée sous le même titre (Éditions Steinkis, 2024)
- Une joie féroce, Grasset, 2019  (ISBN 978-2-2468-2123-6), 316 p.
- Enfant de salaud, Grasset, 2021  (ISBN 978-2-2468-2815-0), 336 p.
- Notre revanche sera le rire de nos enfants : reportages Irlande, Libération (1977-2006), Black-star (s)éditions,  (ISBN 978-2-95466-713-3), 696 p.
- L'Enragé, Grasset, 2023  (ISBN 978-2-246-83467-0), 416 p. Prix des auditeurs de Justice 2024 ; Prix Eugène-Dabit du roman populiste 2024
- Le livre de Kells ,Grasset, 2025  (ISBN 2246843219), 384 p.

## Principaux prix littéraires
Les principaux prix littéraires reçus sont :
- Prix Albert-Londres journalisme (Libération) 1988
- Prix Médicis 2006 pour Une promesse
- Prix littéraire ENS Paris-Saclay 2006 pour Le Petit Bonzi
- Prix Joseph-Kessel 2008 pour Mon traître
- Prix Simenon 2008 pour Mon traître
- prix Gabrielle-d'Estrées 2008 pour Mon traître
- Prix Jean-Freustié 2008 pour Mon traître
- Grand prix du roman de l'Académie française 2011 pour Retour à Killybegs
- Liste Goncourt : le choix polonais 2011[30], et le choix serbe 2012, pour Retour à Killybegs
- Prix Goncourt des lycéens 2013 pour Le Quatrième Mur
- Liste Goncourt : le Choix de l'Orient 2013 et le Choix roumain 2013 pour Le Quatrième Mur[30]
- Prix des écrivains croyants[31] 2014 pour Le Quatrième Mur
- Prix des libraires du Québec 2014 pour Le Quatrième Mur
- Prix des lecteurs Le Livre de poche 2015[34] pour Le Quatrième Mur
- Prix du Style 2015[32] pour Profession du père
- Prix des auditeurs de Justice 2024 pour L'Enragé
- Prix Eugène-Dabit du roman populiste 2024 pour L'Enragé[35]